# Gareth Williams
Gareth Williams é um ator norte-americano, conhecido por interpretar Mike Potter no seriado adolescente Dawson's Creek. Participou também dos seriados Time of Your Life, Angel, Law & Order, Mad About You e da minissérie From the Earth to the Moon, interpretando o astronauta James Irwin.